# 영덕 난고 종택
영덕 영양남씨 난고종택(盈德 英陽南氏 蘭皐宗宅)은 대한민국 경상북도 영덕군 영해면 원구리에 있는 조선시대의 가옥이다. 2012년 4월 13일 대한민국의 국가민속문화재 제271호로 지정되었다.

## 개요
조선시대 경상북도 상류주택의 생활상을 잘 보존하고 있는데, 특히 종택의 건축용도에 따른 가옥배치법은 경북 내륙북부지역과 다른 북동부지역 상류주택의 특성을 지니고 있다.
유형적 요소인 건축뿐만 아니라 무형적 요소인 제례, 민속품, 동제 등 민속신앙 및 행위들이 잘 보존 전승되고 있으며 문서 등 기록물도 잘 남아있으며, 400년간의 영양남씨 가문의 역사성을 유지·전승하고 있다.

## 같이 보기
- 영덕 난고종택 영산가학 및 가고 - 경상북도 문화재자료 제648호

## 참고 자료
- 영덕 난고 종택 - 국가유산청 국가유산포털